# 조여우
조여우(趙汝愚, 1140년 ~ 1196년 2월 20일)는 남송의 종실 출신 정치인이다. 자(字)는 자직(子直).
북송 태종의 장남인 한왕 조원좌의 후손이다. 문무를 겸비한 명사로 내정과 군사 양면에서 많은 업적을 남겼고 남송 효종의 두터운 신임을 받았다.
1194년(소희 5년) 남송 광종과 대립하다가 태황태후인 헌성자열황후와 공모하여 황제를 폐위하고 남송 영종을 옹립했다. 1195년(경원 원년) 우승상이 되었으나 한탁주와 정치적으로 대립하다가 실각하고 복주로 유배를 갔다. 이후 한탁주에 의해 영주로 유배를 가다가 도착하기 전에 사망했다. 한탁주는 주희와 그의 학문을 탄압했는데 조여우는 주희를 비호했기 때문에 결국 죽음을 맞이하고 말았다.
1207년(개희 3년) 한탁주가 살해당한 뒤에 태사로 추증되고 주왕에 봉해져 명예가 회복됐다.